# Tragia laciniata
Tragia laciniata là một loài thực vật có hoa trong họ Đại kích. Loài này được (Torr.) Müll.Arg. miêu tả khoa học đầu tiên năm 1865.